# Grono
Grono (toponimo italiano; in lombardo Gron, [ˈɡrʊn]) è un comune svizzero di 1556 abitanti del Canton Grigioni, nella regione Moesa.

## Geografia fisica

### Territorio
Grono è situato in Val Mesolcina, sulla sponda destra della Moesa presso la confluenza con la Val Calanca e il torrente Calancasca; dista 13 km da Bellinzona e 105 km da Coira. Il punto più elevato di Grono è la cima del Piz de Groven (2 694 m s.l.m.), nella frazione di Verdabbio, che segna il confine con Cauco e Lostallo.

### Clima
L'11 agosto del 2003 è stata misurata la temperatura più alta mai registrata in Svizzera: 41,5 °C.

## Storia

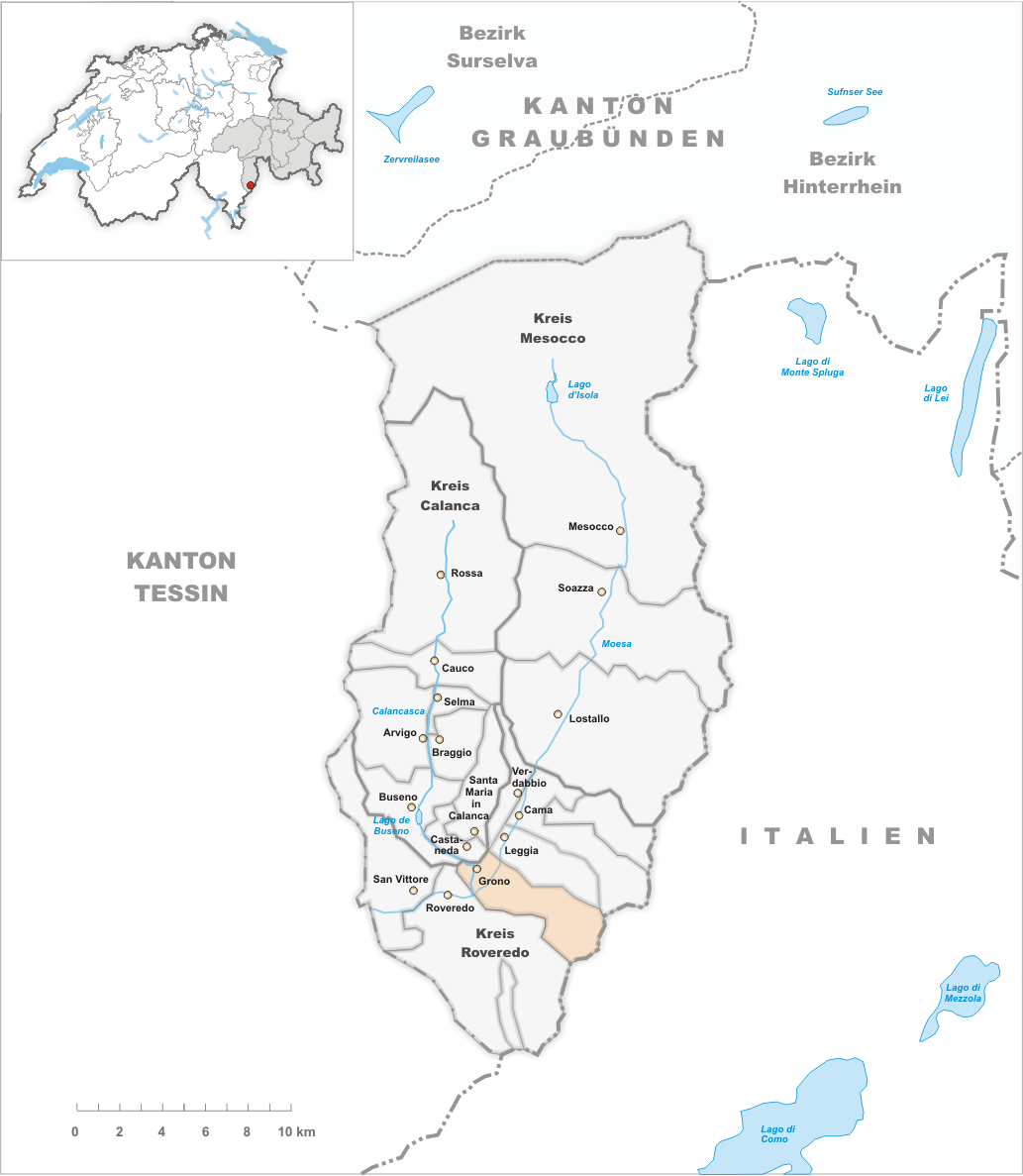
Il territorio del comune di Grono prima degli accorpamenti comunali del 2017

Il comune faceva parte del vicariato e squadra di Roveredo e dipendeva dal capitolo di San Vittore; divenne parrocchia autonoma nel 1521. Nel 1799 vi venne innalzato un albero della libertà.
In seguito al referendum del 29 novembre 2015 e alla delibera del Gran Consiglio del Canton Grigioni del 1º settembre 2016, il 1° gennaio 2017 Grono ha inglobato i comuni soppressi di Leggia e Verdabbio estendendo quindi il proprio territorio dalla bassa alla media Mesolcina, mantenendo il proprio stemma.

## Monumenti e luoghi d'interesse

### Architetture religiose
- Chiesa parrocchiale cattolica di San Clemente, attestata dal 1219[5][6];
- Chiesa di San Bernardino, eretta nel XV secolo[6];
- Cappella di San Gerolamo, eretta nel 1500 circa[6];
- Cappella della Val Grono, eretta nel 1500 circa[6];
- Cappella dei Santi Rocco e Sebastiano, eretta nel 1615[8];
- Cappella di Santa Maria Immacolata a Valdòrt, eretta forse nel 1696[senza fonte].

### Architetture civili
- Torre Fiorenzana, casa-torre costruita alla fine del XII secolo[5][6];
- Ca' Rossa o Palazzo Togni,[9] casa patrizia costruita nel 1721[5][6][9];
- Ponte del Ram[6];
- Palazzo comunale[6];
- Scuola elementare Grono di Raphael Zuber (2011)[senza fonte].

## Società

### Evoluzione demografica
L'evoluzione demografica è riportata nella seguente tabella:
Abitanti censiti

## Geografia antropica

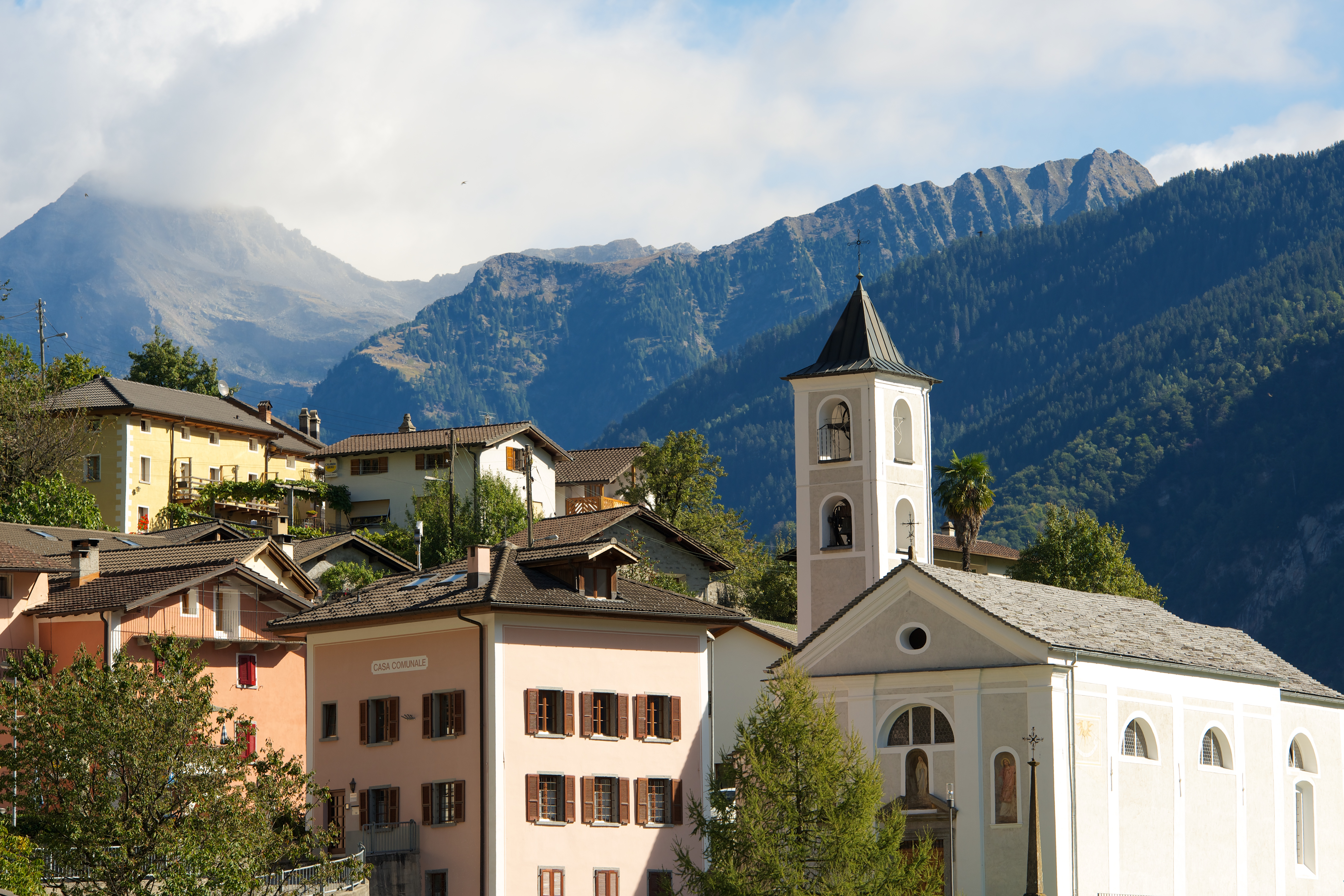
Verdabbio

### Frazioni
Le frazioni di Grono sono:
- Leggia[11]
- Verdabbio[12]
  - Piani di Verdabbio

## Economia
A Grono viene prodotta la Gazosa La Fiorenzana, bevanda tipica che prende il nome dall'omonima torre.

## Infrastrutture e trasporti

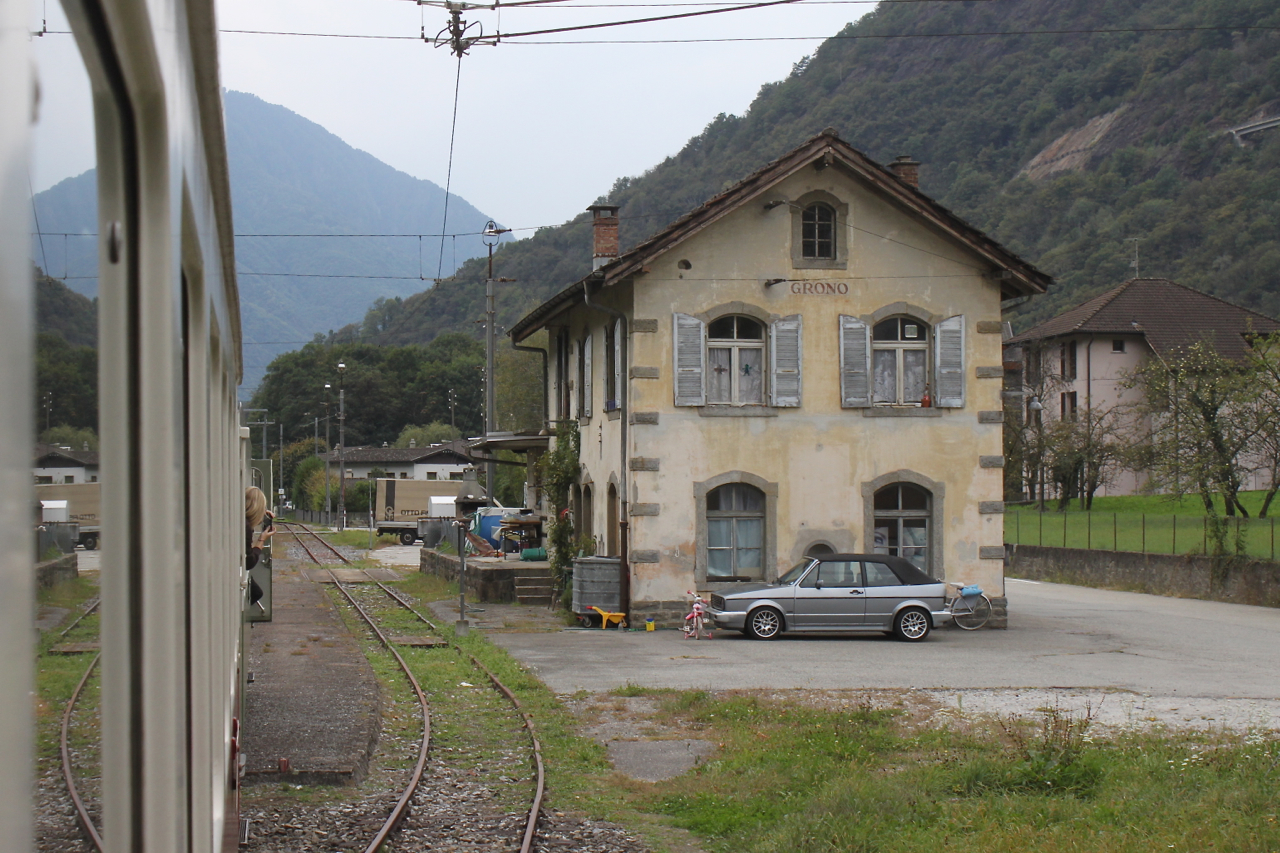
La stazione di Grono

L'uscita autostradale più vicina è Roveredo, sulla A13/E43 (1,2 km). La stazione ferroviaria omonima della Ferrovia Mesolcinese (linea Castione-Cama) è in disuso, così come quelle di Leggia e di Piani di Verdabbio.